# Asociación Brasileña de Lingüística
La Asociación Brasileña de Lingüística (ABRALIN), en portugués Associação Brasileira de Linguística, es una sociedad científica brasileña fundada en 1969 y con sede en el Instituto de Estudios de Lenguaje de la Universidad Estatal de Campinas, São Paulo, Brasil. Su presidente y vicepresidenta actuales son los lingüistas Miguel Oliveira (Universidad Federal de Alagoas) y Raquel Meister Ko Freitag (Universidad Federal de Sergipe), respectivamente.
ABRALIN incluye dentro de sus objetivos la congregación de los lingüistas brasileños, la promoción y divulgación de los estudios lingüísticos en Brasil y el fomento de la inclusión e igualdad sociales. Consecuentemente, Abralin organiza simposios y edita varias publicaciones periódicas dedicadas al campo de la lingüística, entre ellas: Revista da ABRALIN, Revista Roseta y Cadernos de Linguística.